# Brazzaville Challenger
Il Brazzaville Challenger è un torneo professionistico maschile di tennis giocato sulla terra rossa che fa parte dell'ATP Challenger Tour. Inaugurato nel 2024 a Brazzaville, nella Repubblica del Congo, il torneo fa parte della categoria Challenger 50.

## Albo d'oro

### Singolare
| Anno | Campione             | Finalista            | Punteggio |
| ---- | -------------------- | -------------------- | --------- |
| 2025 | Geoffrey Blancaneaux | Calvin Hemery        | 6–3, 6–4  |
| 2024 | Gonçalo Oliveira     | Filip Cristian Jianu | 6–4, 6–3  |

### Doppio
| Anno | Campioni                                             | Finalisti                          | Punteggio        |
| ---- | ---------------------------------------------------- | ---------------------------------- | ---------------- |
| 2025 | Mateo Barreiros Reyes Paulo André Saraiva dos Santos | Geoffrey Blancaneaux Maxime Chazal | 6–4, 1–6, [10–6] |
| 2024 | Florent Bax Karan Singh                              | Simone Agostini Alec Beckley       | 7–5, 6–1         |